# Église Saint-Christophe de Touffailles
Pour les articles homonymes, voir Église Saint-Christophe.
L'église Saint-Christophe est une église catholique située à Touffailles, en France.

## Localisation
L'église est située dans le département français de Tarn-et-Garonne, sur la commune de Touffailles.

## Historique
L'édifice est classé au titre des monuments historiques en 1991.